# Kunichika
Kunichika Toyohara, vero nome era Oshima Yasohachi (Edo, 1835 – 1900), è stato un pittore ukiyo-e giapponese.

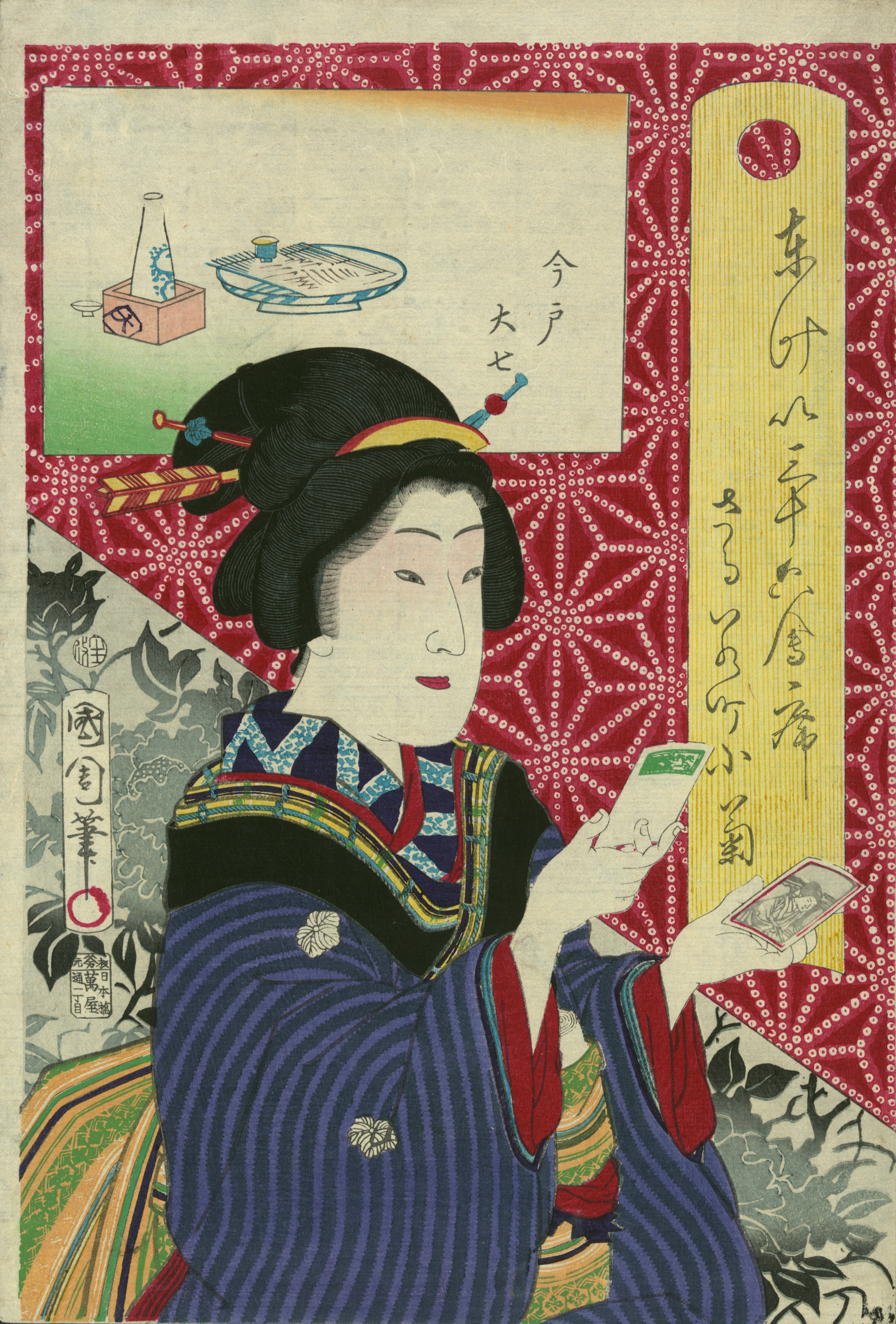
Kogiku in Saruwaka-Cho di Kunichika, 1878

Le sue opere si situano certamente nel solco della tradizione, per i soggetti che raffigurano (yakusha-e, bijinga, sumo-e, musha-e) e anche per le tecniche con cui sono realizzate. Tuttavia, nel corso della sua carriera egli ha saputo elaborare un suo stile personale e immediatamente riconoscibile, soprattutto se si ammirano i suoi trittici con personaggi a mezzo busto, con le figure in posizioni tanto drammatiche da trasmettere subitaneamente le coordinate del momento preciso in cui l’azione si svolge, in quanto usando le dimensioni del trittico riesce a conferire una vista a tutto schermo su un palco kabuki.
La sua prima stampa firmata è del 1852, ma fu solo nel 1854 che prese il gō (nome d'arte) "Kunichika". È conosciuto principalmente per le sue stampe di attori Kabuki, utilizzando la tecnica dei blocchi di legno. Dipinse anche donne bellissime e, per alcune occasioni particolari, scene storiche. Si raccontano di lui molte storie di donne, debiti, feste e la sua necessità di traslocare frequentemente. Non è chiaro quante di queste storie siano vere, ma si pensa che si basino su fatti realmente accaduti, ma particolarmente esagerati.
Morì il 19 luglio 1900, uno degli ultimi maestri ukiyo-e.